# Bittacus zambezinus
Bittacus zambezinus är en näbbsländeart som beskrevs av Navás 1931. Bittacus zambezinus ingår i släktet Bittacus och familjen styltsländor. Inga underarter finns listade i Catalogue of Life.